# Fairchild Semiconductor

Altes Logo

Fairchild Semiconductor, beheimatet in San José, Kalifornien, USA, war ein US-amerikanischer Halbleiterhersteller, der seit September 2016 zu ON Semiconductor gehört.

## Geschichte
1957 beschlossen acht Ingenieure von William B. Shockleys Shockley Semiconductor Laboratory, einer Abteilung von Beckman Instruments in Mountain View, Kalifornien, die Einrichtung zu verlassen und ein eigenes Unternehmen, Fairchild Semiconductor, zu gründen. Die Gruppe wurde später bekannt als die Traitorous Eight (deutsch »Die Verräterischen Acht«). Die acht Männer waren Julius Blank, Victor Grinich, Jean Hoerni, Eugene Kleiner, Jay Last, Gordon Moore, Robert Noyce und Sheldon Roberts. Für die Finanzierung ihres Projekts wandten sie sich an Sherman Mills Fairchild von Fairchild Camera and Instruments. Er finanzierte das Projekt mit 1,5 Millionen US-Dollar und Fairchild Semiconductor wurde eine Tochterfirma von Fairchild Camera. Am 1. Oktober 1957 wurde Fairchild Semiconductor gegründet.
1958 gelang es Robert Noyce, den ersten monolithisch gefertigten integrierten Schaltkreis herzustellen; diese Entwicklung wurde 1961 patentiert. Die Erfindung beruhte hauptsächlich auf der von Fairchild entwickelten Planartechnik, mit der erstmals mehrere Transistoren, Dioden und Widerstände auf einem Silizium-Substrat („Chip“) platziert werden konnten.
Ein weiterer Meilenstein folgte 1965. Der erste komplett in einem Gehäuse hergestellte Operationsverstärker wurde produziert.
In den darauf folgenden Jahren dominierte Fairchild den Markt mit der Diode-Transistor-Logik, dem Operationsverstärker und benutzerdefinierten Großrechner-Schaltungen. Die Konkurrenz wurde jedoch stärker, allen voran Texas Instruments. So wurde die Transistor-Transistor-Logik im selben Zeitraum von mehreren Firmen entwickelt. 1968 verließen Moore und Noyce Fairchild, gründeten Intel und entwickelten dort MOS-FET-Technologien.
1975 erschien der 8-Bit-Mikroprozessor F8, der ab 1976 auch in der weltweit ersten Spielekonsole mit ROM-Chips Channel F verwendet wurde. 26 Spiele wurden dafür entwickelt.
1979 wurde Fairchild von Schlumberger gekauft, welche die Firma 1987 an National Semiconductor weiterverkaufte, die Fairchild 1997 zu einem selbständigen Unternehmen ausgliederte.
Anfang der 1980er Jahre entwickelte Fairchild eine eigene Mikroprozessorarchitektur, den Clipper-Prozessor, der 1987 nach der Übernahme durch National Semiconductor an Intergraph verkauft wurde.
Nachdem 1997 Fairchild als eigenständiges Unternehmen eingeführt wurde, erfolgte 1999 der erneute Börsengang unter dem Symbol FCS. Ebenfalls 1997 verkündete Fairchild die Übernahme der Halbleiterabteilung des US-Rüstungskonzerns Raytheon.
Im Jahr 2005 trat Mark S. Thompson in den Vorstand des Unternehmens ein und war seitdem CEO.
Im Oktober 2015 stellte sich Fairchild Semiconductor selbst zum Verkauf. Am 18. November 2015 wurde bekannt, dass ON Semiconductor beabsichtige, Fairchild Semiconductor für 2,4 Milliarden US-Dollar zu übernehmen. Im Dezember 2015 erhielt Fairchild allerdings ein weiteres Angebot einer chinesischen Investorengruppe. Am 19. September 2016 wurde die im Jahr zuvor angekündigte Übernahme von Fairchild durch ON Semiconductor für 2,4 Milliarden US-Dollar in bar abgeschlossen.

## Weitere bedeutende Mitarbeiter
- James M. Early
- Federico Faggin
- Andrew Grove
- Jerry Sanders III
- Robert Widlar